# كيث مارشال (لاعب كرة قاعدة)
كيث مارشال (بالإنجليزية: Keith Marshall)‏ هو لاعب كرة قاعدة أمريكي، ولد في 2 يوليو 1951 في سان فرانسيسكو في الولايات المتحدة.

## وصلات خارجية
- كيث مارشال على موقعبيزبول رفرنس.كوم (الدوري الرئيسي) (الإنجليزية)
- كيث مارشال على موقعبيزبول رفرنس.كوم (الدوري الثانوي) (الإنجليزية)